# Santuario della Madonna di Monte Berico
Il santuario della Madonna di Monte Berico è un luogo di culto cattolico di Vicenza, situato a 124 m s.l.m., sulla sommità dell'omonimo colle che domina la città.
È il risultato dell'integrazione di due chiese: la prima quattrocentesca in stile gotico, la seconda, della seconda metà del Seicento, è una basilica in forme barocche. Nel maggio del 1904 papa Pio X l'ha elevata al rango di basilica minore.

## Storia

### Epoca moderna

#### Le apparizioni della Madonna

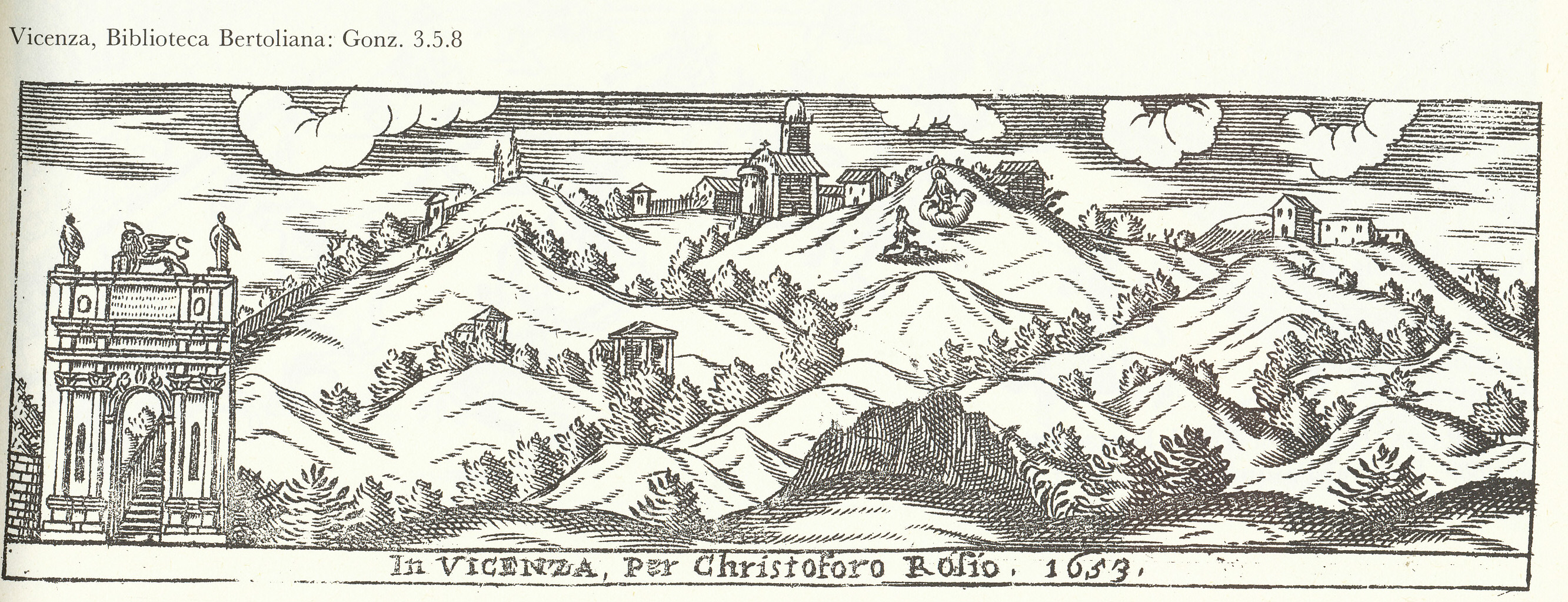
Incisione di Cristoforo Rosio, 1653, che rappresenta l'arco delle Scalette, il monte, la chiesa e l'apparizione della Madonna

La costruzione della prima chiesa è, secondo la tradizione, collegata a due apparizioni mariane cui avrebbe assistito una contadina originaria di Sovizzo di nome Vincenza Pasini, rispettivamente nel 1426 e nel 1428, anni devastati da una grave epidemia di peste; in queste apparizioni la Madonna avrebbe chiesto la costruzione di una chiesa a lei dedicata. Effettivamente le cronache del tempo sono concordi nel riferire che, dopo l'adesione del Comune a questo invito - un sacello costruito in soli tre mesi - quell'episodio di peste cessò. L'altare con l'immagine della Madonna era addossato alla parete, nel punto in cui si riteneva fossero avvenute le apparizioni e dove ancor oggi si venera la sacra immagine.
La principale fonte su cui si basa la storiografia è il Processo delle apparizioni della Vergine a Monte Berico, redatto a cura del giureconsulto Giovanni da Porto nel 1430-1431. Questo atto notarile ha avuto un'edizione critica nel 1991, dove si riporta il facsimile del manoscritto, custodito ora presso la Biblioteca civica Bertoliana.
Alcuni autori mettono in evidenza il momento di crisi in cui versava la municipalità di Vicenza, che aveva perduto ogni autonomia politica, prima sotto la signoria degli Scaligeri e dei Visconti, poi con la "dedizione" alla Repubblica di Venezia, avvenuta del 1404. Le due mariofanie a Monte Berico e la successiva fondazione del santuario avrebbero contribuito a rafforzare l'identità civica profondamente scossa con i passaggi di mano.

#### La prima chiesa
La gestione della prima chiesa gotica - denominata in principio Sancta Maria de gratia - venne affidata inizialmente ai religiosi dell'Ordine di Santa Brigida, ma molto presto, nel 1435, questi frati - in seguito a una disposizione del pontefice Eugenio IV - lasciarono il presidio della chiesa e del convento, i quali furono affidati alla congregazione dell'Osservanza dei Servi di Maria, giunta appositamente a Vicenza dal convento bresciano di Sant'Alessandro, guidati da fra' Antonio da Bitetto..
Verso la metà del secolo i Serviti avevano completato il convento, con l'erezione del chiostro, della foresteria, dell'infermeria e del campanile, impresa non da poco per la ristrettezza dello spazio, in quanto il terreno verso sud è scosceso sulla retrostante Valletta del Silenzio.
Fin dall'inizio, buona parte della vita religiosa vicentina si imperniò sul santuario; con una delibera comunale del 1529, fu resa regolare e più solenne la processione del 25 agosto. Ad ulteriore testimonianza di un culto particolarmente denso di devozione, di recente sono state riscoperte le litanie alla Vergine di monte Berico, composte da numerose invocazioni e lamenti, ridondanti di rassegnata amarezza e sofferenza, che rispecchiavano le tristi condizioni dell'epoca e venivano recitate nelle pubbliche manifestazioni di fede.
Tutto questo attirava numerose donazioni e lasciti. La chiesa primitiva fu ingrandita allungandola verso est, cioè verso la salita dalla città, e qui venne aperta la facciata principale.
Intorno al 1480, su progetto di Lorenzo da Bologna, fu sostituito il vecchio coro - che intanto si era arricchito di cappelle commissionate dalle famiglie nobili della città - e, al fine di finanziare i lavori, nel 1476 il vescovo Giovanni Battista Zeno concesse una particolare indulgenza ai fedeli che avessero fatto elemosina alla chiesa; furono così costruiti la sacristia e la cappella maggiore con il coro (demolito nel 1824 per far posto al nuovo campanile), che fu arredato con stalli intarsiati e altri arredi. I lavori di ampliamento terminarono intorno al 1480, dopo di che si costruirono nuovi altari.

#### L'aggiunta del Palladio
Andrea Palladio disegnò verso il 1562 il progetto per un moderno tempio a pianta centrale, che però venne accantonato, e così negli anni 1578-79 l'architetto operò una aggiunta classica, a pianta quadrata di 12 m per lato, al lato nord della chiesa gotica del Quattrocento. Il provvedimento - secondo il Castellini - si era reso necessario per ovviare alle condizioni di grave disagio dei pellegrini che si recavano al santuario, per la ristrettezza dello spazio davanti al terzo arco sotto il quale stava l'altare della Vergine.

### La peste del Seicento e la seconda chiesa
Nel giugno del 1630 il Consiglio comunale di Vicenza proponeva una oblatione alla Vergine di Monte Berico per supplicarla con il più vivo et riverente affetto che sia possibile che interceda alla misericordia divina che ci preservi dalli imminenti pericoli di peste e di guerra che ci sovrastano. Incombeva infatti la guerra di Mantova e, a quel tempo, gli eserciti spesso trascinavano con sé l'epidemia; puntualmente, questa si fece sentire in città nel successivo mese di agosto.
Cessata la peste, i maggiorenti del Comune in accordo con i Serviti decisero di ingrandire il tempio; ottenuti i finanziamenti, si procedette a eliminare l'aggiunta palladiana, in favore di un edificio più ampio i cui lavori si svolsero tra il luglio 1688 e il dicembre 1703. Nel corso del secolo si susseguirono altri lavori, come la decorazione scultorea, la sistemazione degli altari e la gradinata davanti al prospetto settentrionale.

### Età contemporanea

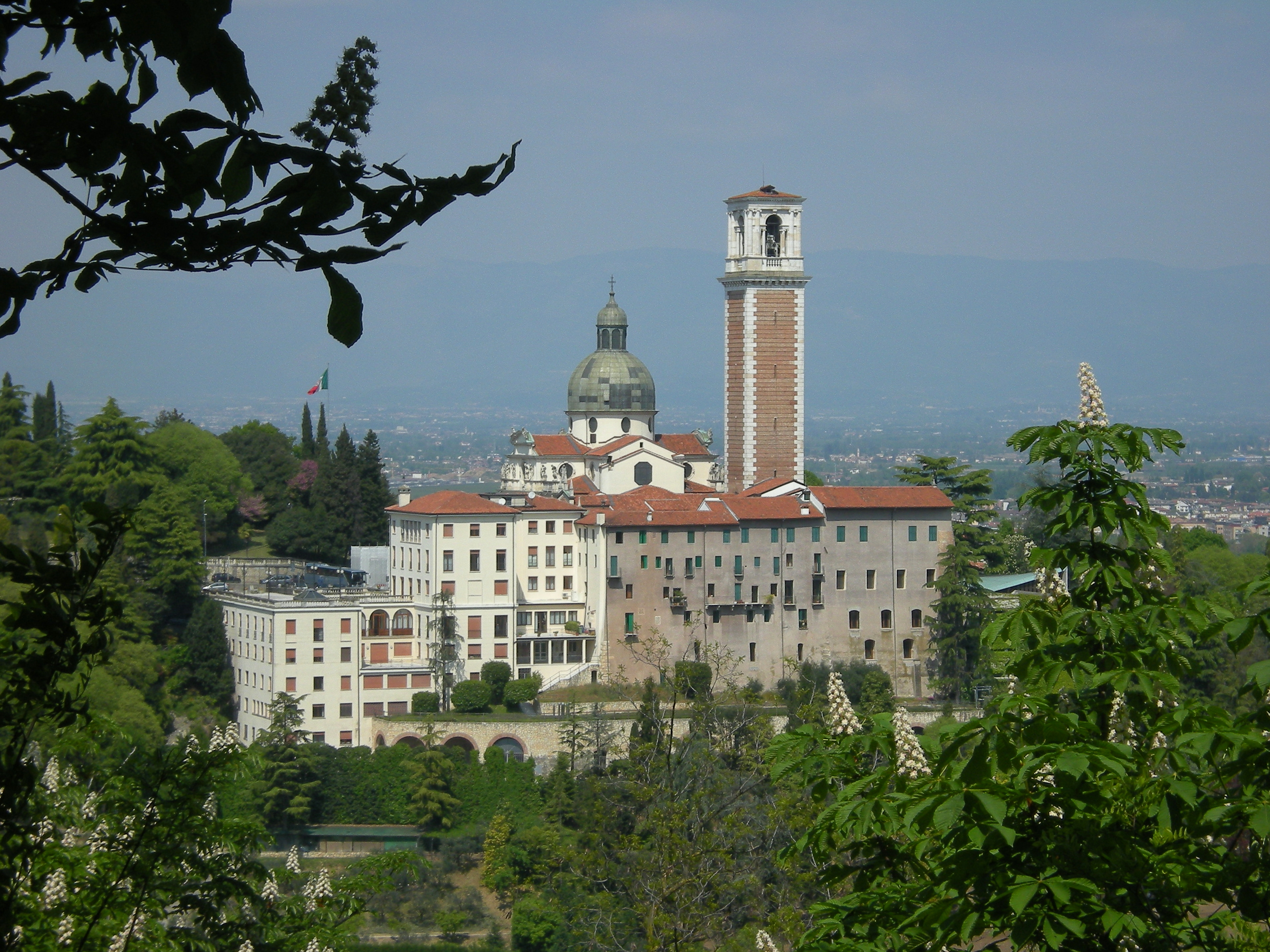
Il complesso del santuario visto dal parco del Museo del Risorgimento e della Resistenza

Dopo la costruzione nel 1780 dei portici progettati da Francesco Muttoni, che rendevano notevolmente più agevole l'accesso dalla città, il flusso dei pellegrini e le processioni cittadine, ma anche la passeggiata al Monte dei vicentini, crebbero notevolmente.
I frati di Monte Berico godevano in città di particolare prestigio - molto più dei loro confratelli di Santa Maria in Foro - proprio perché aderivano alle regole dell'osservanza dei Servi di Maria, ma questa considerazione non risparmiò loro la soppressione che, come per tutti gli altri conventi, avvenne con la legge napoleonica del 25 aprile 1810; tredici di essi deposero la veste di religiosi per indossare quella di sacerdoti secolari e nel 1813, durante il Regno d'Italia dell'impero francese, una parte del convento soppresso venne acquistato dalla direzione demaniale dei Dipartimenti Adige, Bacchiglione e Tagliamento.
Cambiato regime, sotto il Regno Lombardo-Veneto dell'impero d'Austria vi fu una ripresa della vita religiosa del santuario, che portò al decreto imperiale del 1835, con il quale il convento venne ricostituito.
Del 1817 è la costruzione delle tre nuove gradinate laterali, opera di Giacomo Verda; del 1821 le 8 campane Si2, suonate alla vicentina; nel 1826 si avviò la sostituzione del campanile quattrocentesco con uno più grandioso, disegnato dall'architetto vicentino Antonio Piovene, lavoro che comportò la distruzione dell'antico coro e di parte della sacrestia. Nel 1860 fu avviato il restauro della facciata della chiesa gotica, sul lato ovest, ad opera dell'architetto Giovanni Miglioranza che la rifece in stile neogotico.
Nel maggio del 1904 fu elevata da papa Pio X al rango di basilica minore.
Anche nel Novecento si sono fatte altre aggiunte. A fianco del campanile è stata costruita fra il 1971 e il 1972 la moderna Penitenzieria. Dal 1978 la Madonna di Monte Berico è la principale patrona della città di Vicenza e della sua diocesi.

## Descrizione

### Facciata
Le sculture sulle facciate sono opera di Orazio Marinali e bottega, di Francesco Cabianca e di Giacomo Cassetti. Rappresentano santi e allegorie di virtù.
Sulla facciata verso i portici (prospetto orientale) nella cornice del lunotto campeggiano le statue della Fede e della Speranza; il registro superiore presenta statue di santi particolarmente venerati a Vicenza (tra cui il medico Leonzio martirizzato nel 307, Carpoforo e Gaetano Thiene) e santi della tradizione (tra cui sant'Antonio da Padova e Maria Maddalena); nel registro inferiore sono collocate quelle di san Sebastiano, san Vincenzo, san Rocco e san Filippo Benizi. Sopra il portale è rappresentata la Vergine che appare a Vincenza Pasini, opera di Orazio Marinali.
Di questo artista sono anche i gruppi scultorei sopra il portale del prospetto settentrionale (Vincenza Pasini di fronte ai deputati di Vicenza) e sopra il portale del prospetto occidentale (Posa della prima pietra della chiesa votiva). Sul prospetto settentrionale in alto la Temperanza e la Giustizia, al centro statue di Profeti, in basso Sant'Andrea, San Pietro, San Paolo, San Matteo. Sul prospetto occidentale in alto Allegorie di virtù, al centro Eroine dell'Antico Testamento, in basso San Bartolomeo, San Giovanni Evangelista, San Carlo Borromeo e San Marco.

### Chiostro e refettorio

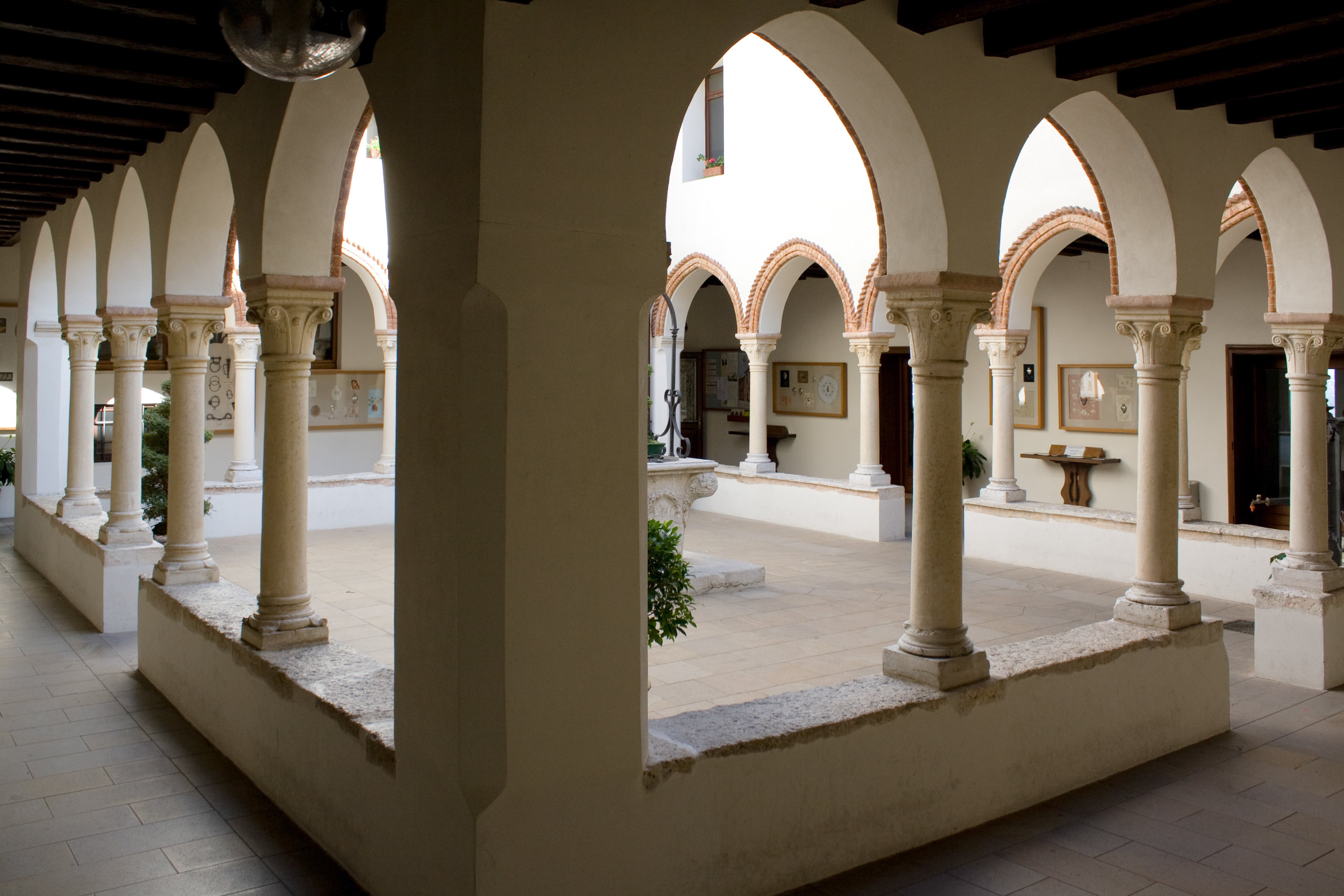
Chiostro del santuario

Il piccolo chiostro gotico della basilica, costruito nel 1429, presenta belle arcate ogivali decorate di cornici in terracotta su colonnine di pietra, e un puteale del 1611.
Da esso si accede all'antico refettorio dei frati, nel quale sono contenute alcune opere d'arte. Tra esse la Cena di San Gregorio Magno di Paolo Veronese (1572). Essa si svolge in una grandiosa e classicheggiante loggia con colonne con capitelli compositi e un maestoso sfondo architettonico: è una scenografia che richiama le architetture di Palladio. Al centro di una lunga tavola sta Gregorio Magno alla cui destra c'è Gesù in veste di pellegrino che si svela allo sguardo spirituale del pontefice. Intorno stanno dodici commensali provenienti da vari paesi del mondo, serviti da camerieri vestiti in abiti rinascimentali. In basso a sinistra c'è una scimmia in catene, in basso a destra un cane. Nella simbologia religiosa il cane è la fedeltà (qui, fedeltà alla Chiesa, a Gesù Cristo), la scimmia rappresenta il disordine (non a caso è tenuta in catene). 
La tela fu tagliata in 32 pezzi dai soldati austriaci il 10 giugno 1848 e poi restaurata per volontà dell'imperatore Francesco Giuseppe.
Nella stessa sala si trovano due tele di Alessandro Maganza: la Vergine con i quattro Evangelisti e il Battesimo di Cristo.

### Penitenzieria
Al suo interno si trovano una Madonna del Magnificat, affresco di Battista da Vicenza tolto dalla chiesa quattrocentesca, un coevo crocifisso ligneo e una Pietà in pietra dipinta, importante Vesperbild di fattura salisburghese (1415 circa) già nella chiesa di Santa Maria in Foro.

### Interno della basilica

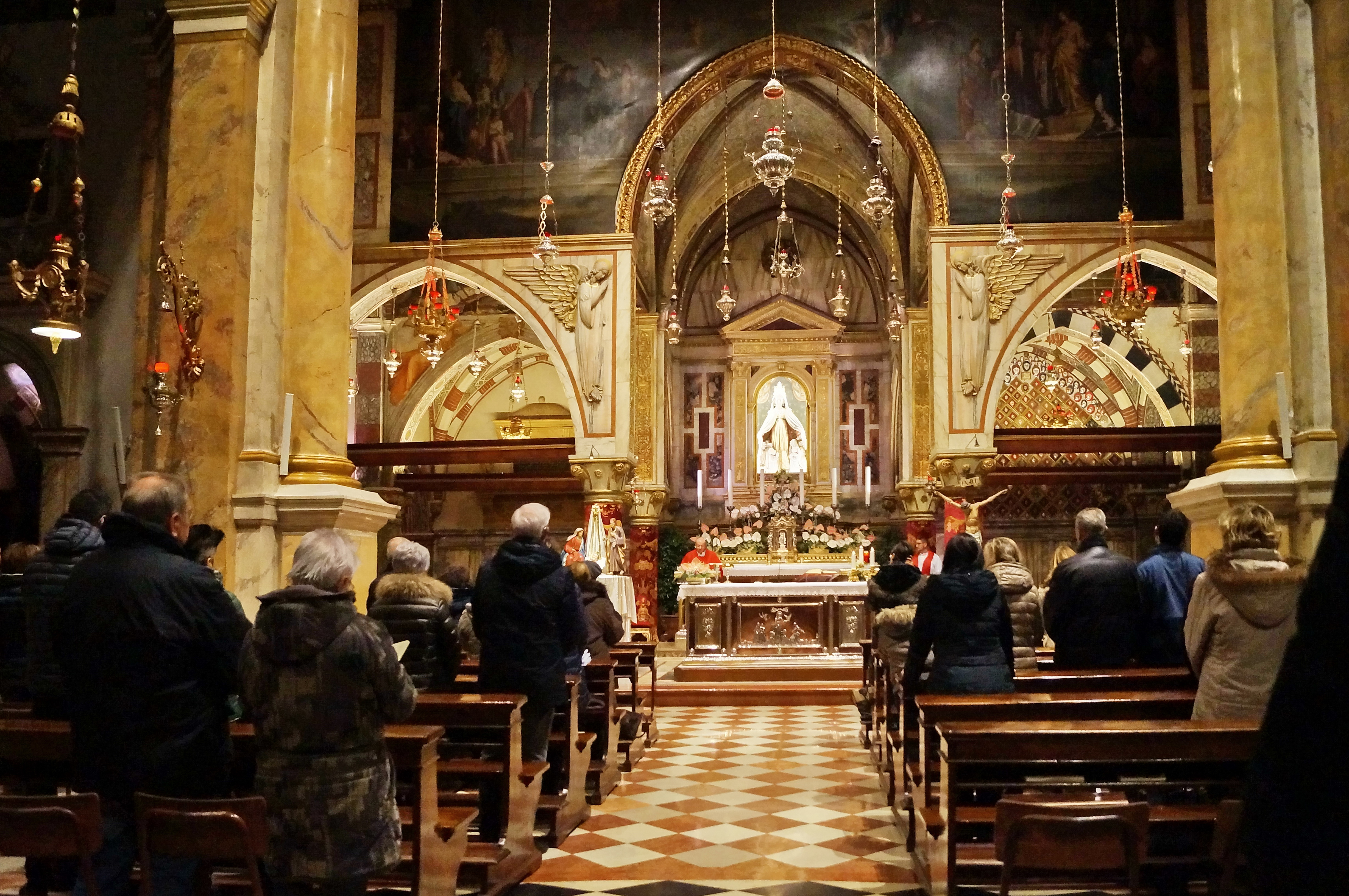
Interno della Basilica

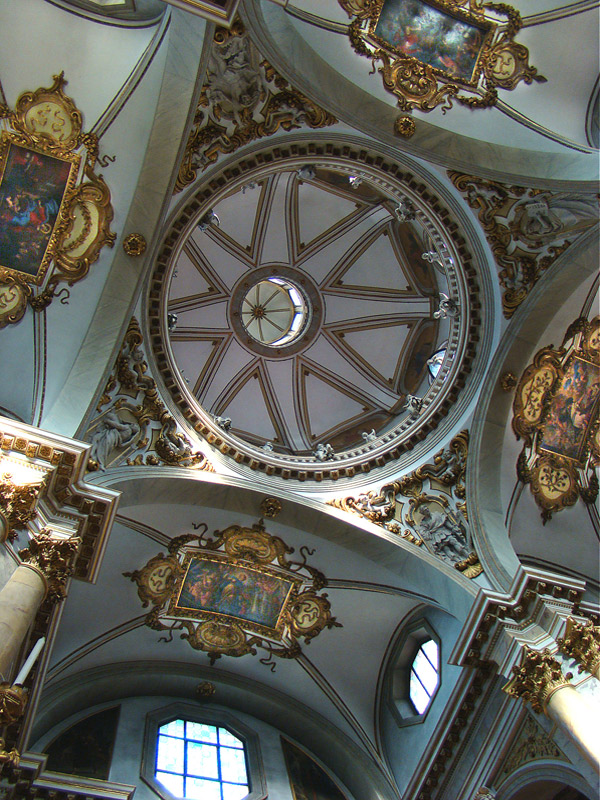
La cupola

All'interno della chiesa sono contenute molte opere d'arte di alcuni importanti artisti, tra le quali la Vergine con i quattro evangelisti e il Battesimo di Cristo, entrambi di Alessandro Maganza.
La Pietà di Bartolomeo Montagna (primi anni del Cinquecento) è un esempio di vesperbild. La pala è inserita in un complesso decorato secondo il gusto naturalistico dell'età dell'Umanesimo e si conclude con una lunetta dove è inserita una conchiglia (che richiama la resurrezione ed è un attributo della Vergine Maria). L'opera pittorica, pervasa di una luce fredda, rivela influssi nordici e ferraresi. La scena è altamente drammatica: la Maddalena dolente fissa le piaghe di Gesù, il dolore coinvolge profondamente oltre alla Madonna sia san Giovanni, che è a destra di Cristo morto, sia Giuseppe d'Arimatea che sta sulla sinistra. Alla base dell'affresco si vedono una mela e una farfalla nonché una pianta di aquilegia. Nella simbologia religiosa la mela rinvia al peccato originale di Adamo ed Eva (riscattato dalla morte di Cristo), simbolo della caduta dell'uomo e della tentazione, ma anche di redenzione. La farfalla simboleggia la resurrezione, l'anima e la morte; l'aquilegia la Passione di Cristo e anche il dolore della Vergine Maria. I volti e i gesti dei personaggi esprimono bene il pathos del momento, mentre la luce chiaramente evidenzia il candore esangue del corpo di Cristo in evidente contrasto cromatico con il manto della Madonna che indossa il tradizionalissimo abito medievale della vedova, con sogola candida e manto nero. Sul fondo dominano strutture castellane feudali di potere e di potenza, rappresentate sui colli.
Sulla parete laterale, sopra la porta di accesso originaria,  è posto il secentesco monumento funebre del nobile vicentino Leonida Bissari, che combatté sotto l'impero asburgico contro i turchi a Vienna, Belgrado e in Ungheria; opera attribuita allo scultore belga Giusto Le Court.
Davanti all'altare maggiore, sopra le arcate, sta un grande telero del pittore veneziano Giulio Carpioni (XVII secolo) commissionato dall'Ordine vicentino dei Mercanti dopo una grave carestia: la Madonna che appare al podestà Francesco Grimani. Si tratta di un'allegoria della città di Vicenza, la donna in vesti dorate del gruppo di destra, che è posta ai piedi della Vergine di Monte Berico in atteggiamento di devozione e riconoscenza. La tela del 1651 raffigura anche una dedica di riconoscenza al podestà di Vicenza Francesco Grimani, rappresentato a destra della lapide. Sono pure presenti figure femminili rappresentanti la carità, la religione, la pace, la speranza.
Entrando dalla porta che si affaccia sul Piazzale della Vittoria, a destra si incontrano alcune pale d'altare: la prima è di Pietro Gagliardi (1888) rappresentante la Vergine che appare ai sette santi fondatori dell'Ordine dei Servi di Maria (qui tra gli angeli, chi porta insegne della Passione, chi lo stemma dei Servi, chi la palma di vittoria. La Vergine con la destra porge la veste nera ad uno dei Sette, e con la sinistra indica la Regola che un angelo tiene aperta). Più avanti, oltre la porta sulla destra, nell'altare proveniente dall'originaria e distrutta chiesa di san Marco è collocata un'opera del 1796 del pittore neoclassico François-Guillaume Ménageot, raffigurante il Bimbo Gesù seduto su un muretto tra la Vergine e San Giuseppe con gli angeli adoranti. Di rilievo è anche la pala d'altare di Palma il Giovane con l'Incoronazione della Vergine, Trinità e Santi.
Nella Basilica si trovano pure altri dipinti, quali la Trinità (su fondo oro) di Leoneda Uliaco (1760) e La Madonna e l'Ordine dei Servi di Maria, olio su tela di scuola olandese del Seicento.
Il coro è ricavato dall'abside della chiesetta gotica. Gli stalli quattrocenteschi hanno bellissime tarsie di fine XV secolo con scorci e visioni di Vicenza antica.
Sulla parete di fondo, una grande vetrata centrale raffigura l’apparizione della Vergine sul monte. Una grande scritta in latino sottostante, contenuta in una preziosa cornice a volute recita “Adorabimus in loco ubi steterunt pedes eius (La adoreremo nel luogo dove si posarono i suoi piedi).” 
Sotto, l'altare e la nicchia della Madonna sono collocate all’interno del colonnato dell’antica chiesa gotica, racchiuse tra un monumento funebre e una raccolta di ex voto. Tra marmi policromi, in posizione dominante, la Statua è ben visibile dall’ingresso del Santuario. L’attuale sistemazione è frutto di un rinnovo fatto in occasione del quinto Centenario delle Apparizioni, negli anni 1926-1928, in sostituzione dell’antico altare del 1590. 
La statua della Madonna in pietra tenera dei Colli Berici, dipinta e ornata di corona e gioielli, dietro l'altare maggiore, riproduce il tema iconografico della Madonna della Misericordia (Madonna della Mercede) sotto il cui manto stanno i supplicanti. Si tratta di un'opera di Nicolò da Venezia (XV secolo)
La nicchia della Madonna, incorniciata dentro un’edicola dipinta sullo sfondo con un manto decorato, sorretto da angeli, è ora al di sopra dell'altare moderno, collocato in posizione avanzata. Sotto la statua è collocato un grande tondo d'argento, decorato con un bassorilievo che rappresenta ancora l'apparizione della Vergine a Vincenza Pasini. A fianco vi sono due bassorilievi marmorei che raffigurano Vincenza Pasini e i soldati offerenti dopo la prima guerra mondiale. È usanza che i pellegrini e i fedeli in visita al Santuario passino in corteo o da soli dietro l'altare, vicino alla statua e sostino in preghiera davanti al medaglione.

### Organo a canne
Sulla cantoria in controfacciata, si trova l'organo a canne Mascioni opus 579, costruito nel 1943 recuperando parte del materiale fonico dei precedenti strumenti di De Lorenzi e Zordan.
Lo strumento è a trasmissione elettrica, racchiuso all'interno di una cassa lignea con mostra su due livelli composta da canne di principale con bocche a mitria; la consolle è a tre tastiere e pedaliera.

### Museo
Sin dai prodromi nel 1971, il Museo d'arte sacra di Monte Berico si inserisce nell’ultimo piano dell’ala est dell’antico convento. In questo momento, la dimensione complessiva della sede museale è di 372 m². Si articola in sei ambienti di diversa grandezza, frutto di ampliamenti edilizi avvenuti in un lungo arco temporale, dal XV al XIX secolo.
L’attuale assetto museale è esito di un’ampia ricognizione di tutto il patrimonio artistico custodito a Monte Berico, eseguita nel corso del 2020. Tale intervento ha portato all’ideazione di un nuovo itinerario tematico, suddiviso in sezioni, distribuite organicamente in sei sale museali e in grado di offrire una narrazione didatticamente fluida del suo insieme. Il percorso espositivo coinvolge oltre 500 manufatti, databili tra il XIV e il XXI secolo.